# Maxwell Leroy Davis
Maxwell Leroy Davis (Townsville, 16 agosto 1945) è un vescovo cattolico australiano, dal 24 maggio 2021 ordinario militare emerito per l'Australia.

## Biografia
Monsignor Maxwell Leroy Davis è nato a Townsville il 16 agosto 1945.

### Formazione e ministero sacerdotale
In gioventù è stato marinaio.
È poi entrato nel seminario di Sydney ove ha compiuto gli studi ecclesiastici. Dal dicembre del 1968 all'ottobre del 1972 è stato insegnante e maestro di dormitorio al St Benedict's College di New Norcia.
Il 31 ottobre 1971 è stato ordinato presbitero per l'arcidiocesi di Perth. Nel 1975 è entrato nel servizio militare come cappellano della Royal Australian Navy a Perth. Nel 1990 è stato nominato cappellano anziano e nel 1992 si è incardinato nell'ordinariato militare in Australia. Nel 1993 è stato nominato direttore generale della cappellania navale e vicario generale dell'ordinariato. Nel 1998, già in pensione, è stato nominato cappellano del St. Edmund's College di Canberra. Ha continuato inoltre a collaborare con la cancelleria dell'ordinariato militare a Canberra.

### Ministero episcopale
Il 16 luglio 2003 papa Giovanni Paolo II lo ha nominato ordinario militare per l'Australia. Ha ricevuto l'ordinazione episcopale il 22 agosto successivo dall'ordinario militare emerito Geoffrey Francis Mayne, coconsacranti l'arcivescovo di Canberra e Goulburn Francis Patrick Carroll e l'arcivescovo Francesco Canalini, nunzio apostolico in Australia.
Nell'ottobre del 2011 e nel giugno del 2019 ha compiuto la visita ad limina.
Nel giugno del 2014 la polizia dell'Australia Occidentale ha accusato monsignor Davis di aver aggredito in modo indecente un ragazzo di 13 anni nel 1969. Il vescovo ha negato le accuse e si è congedato dai suoi ruoli mentre le accuse venivano elaborate. Il 7 agosto 2015 si è dichiarato non colpevole e il 6 febbraio successivo è cominciato il processo nella Corte distrettuale dell'Australia occidentale con l'accusa di "rapporti indecenti" con cinque ragazzi tra i 13 e i 15 anni avvenuti tra il 1969 e il 1972. Il procedimento è durato sei giorni. I sei episodi riguardavano il periodo tra il dicembre del 1968 e l'ottobre del 1972, quando Davis era maestro di dormitorio al St Benedict's College di New Norcia. La difesa ha ammesso che i ragazzi sono stati maltrattati ma ha negato che monsignor Davis fosse il colpevole, identificando altri possibili responsabili, al momento deceduti. Il 15 febbraio 2016 è stato assolto con formula piena e ci vorrà del tempo per decidere se abbia intenzione di tornare al ministero pubblico. Il 28 luglio 2017 è stato segnalato come ancora in congedo.
Il 24 maggio 2021 papa Francesco ha accolto la sua rinuncia per raggiunti limiti d'età.

## Genealogia episcopale
La genealogia episcopale è:
- Cardinale Scipione Rebiba
- Cardinale Giulio Antonio Santori
- Cardinale Girolamo Bernerio, O.P.
- Arcivescovo Galeazzo Sanvitale
- Cardinale Ludovico Ludovisi
- Cardinale Luigi Caetani
- Cardinale Ulderico Carpegna
- Cardinale Paluzzo Paluzzi Altieri degli Albertoni
- Papa Benedetto XIII
- Papa Benedetto XIV
- Papa Clemente XIII
- Cardinale Marcantonio Colonna
- Cardinale Giacinto Sigismondo Gerdil, B.
- Cardinale Giulio Maria della Somaglia
- Cardinale Carlo Odescalchi, S.I.
- Vescovo Eugène de Mazenod, O.M.I.
- Cardinale Joseph Hippolyte Guibert, O.M.I.
- Cardinale François-Marie-Benjamin Richard de la Vergne
- Cardinale Pietro Gasparri
- Cardinale Clemente Micara
- Cardinale Jozef-Ernest Van Roey
- Arcivescovo Maximilien de Fürstenberg
- Arcivescovo Francis Roberts Rush
- Vescovo Geoffrey Francis Mayne
- Vescovo Maxwell Leroy Davis